# Voskresenskij rajon (Oblast' di Nižnij Novgorod)
Il Voskresenskij rajon (in russo Воскресенский район?) è un rajon dell'Oblast' di Nižnij Novgorod, nella Russia europea, il cui capoluogo è Voskresenskoe. Istituito nel 1929, ricopre una superficie di 3.554 chilometri quadrati.